# Пуловер

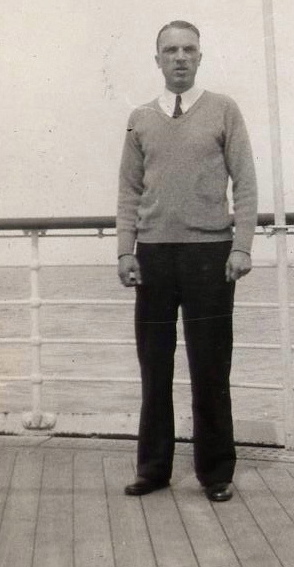
Мужчина в пуловере, 1929 год.

Пуло́вер (англ.  pull over — тащить сверху, надевать сверху) — плотно облегающий корпус джемпер без воротника и без застёжек, из машинного трикотажного полотна или ручной вязки.
Пуловер представляет собой плечевое изделие, надеваемое через голову человека и имеющее для этого вырез, обычно V-образный.